# Tillandsia polita
Tillandsia polita är en gräsväxtart som beskrevs av Lyman Bradford Smith. Tillandsia polita ingår i släktet Tillandsia och familjen Bromeliaceae. Inga underarter finns listade i Catalogue of Life.